# 粘液細菌
粘液細菌（ねんえきさいきん、slime bacteria、Myxobacteria、Myxococcales、ミクソコックス目、ミクソコッカス目）は、土壌細菌のひとつで、多細胞的な行動を起こすグラム陰性の真正細菌である。
グラム陰性、好気従属栄養性。鞭毛は無く、滑走による移動能力がある。高度に社会的な性質を持ち、多数の細胞が協調して細菌、植物遺体を捕食する。増殖は栄養状態が良い時は単純に二分裂で増えるが、飢餓・個体密度増加・光照射などの刺激があると1～100万もの菌が集合し、0.1～0.5mm程の子実体と粘液胞子を形成する。この子実体は種により色、形などの特徴がある。一旦子実体を形成すると数十年の保存が可能である。栄養状態が良くなると再び栄養細胞を放出して元に戻る。生育環境や生活環は細胞性粘菌に似たところがある。
コロニーの先端部では、アリの行列のような社会性のある行動 social motility（S-motility）のある部分と、単独で動く独立心・冒険心のある細菌の行動 Adventurous motility （A-motility）が見られる。
狩りを行うために、プロテアーゼ、ペプチダーゼなどのタンパク質分解酵素や、グルカナーゼなどの細胞壁（多糖）分解酵素などの溶菌酵素を生成する。
代表的な種Myxococcus xanthusは比較的詳しく調べられている。いくつかの生理活性物質が発見されている。ゲノムサイズは軒並み900万bpを上回り、解析済みの原核生物の中では最大規模である。2014年に報告されたMinicystis roseaのゲノムサイズは1604万0666bpと真核生物である出芽酵母（1200万bp）を上回っている。ORFは14,018ヶ所で出芽酵母の2倍を超え、動物であるキイロショウジョウバエ（13,931ヶ所）すら超えている。

## 分類
- シストバクター亜目 Cystobacterineae
  - シストバクター科 Cystobacteraceae
  - ミクソコックス科 Myxococcaceae
- ソランギウム亜目 Sorangiineae
  - ポリアンギウム科 Polyangiaceae
  - パセリキュスティス科 Phaselicystidaceae
  - サンダラキナキヌス科 Sandaracinaceae
- ナンノシスティス亜目 Nannocystineae
  - ナンノシスティス科 Nannocystaceae
  - "ハリアンギウム科" "Haliangiaceae"
  - コフレリア科 Kofleriaceae